# 撮りたい放題 JRTビデオ広場
『撮りたい放題 JRTビデオ広場』は、1989年4月4日から2018年7月7日まで四国放送で放送されていた視聴者参加型のドキュメンタリー番組である。

## 番組概要
- 視聴者から投稿された自慢のVTRを紹介する番組。徳島県内外の文化的、歴史的、季節的映像などが楽しめる番組。
- 2018年7月7日の放送を以って最終回を迎えた。

## 番組の歴史
- 1989年4月4日 - 番組開始。
- 2007年10月5日 - 放送日時が毎月第1金曜 10:55 - 11:25 に変更。
- 2008年10月4日 - 放送日時が毎月第1土曜 9:25 - 9:55 に変更。
- 2018年7月7日 - 番組終了。

## 番組最終回時点での出演者
- 福井和美（四国放送アナウンサー、 2016年4月2日 - 2018年7月7日）
- 中原綾香（ゴジカル!タレントアカデミー（GTA）、2017年4月1日 - 2018年7月7日）

### 過去の出演者
- 森本真司（四国放送アナウンサー）
- 田代剛（当時四国放送アナウンサー）
- 小玉晋平（四国放送アナウンサー、2007年4月6日？  - 2015年3月7日）
- 寺島啓太（当時四国放送アナウンサー、2015年4月11日 - 2016年3月5日）
- 佐藤旬子（四国放送アナウンサー）
- 佐藤由芽（当時四国放送アナウンサー）
- 金山明子（当時四国放送アナウンサー、2007年4月6日？ - 2010年3月6日）
- 奥田麻衣（当時四国放送アナウンサー、2010年4月3日 - 2012年3月3日）
- 田村里絵（当時・ゴジカル!タレントアカデミー（GTA）、2012年4月7日 - 2013年3月2日）
- 正木麻由（当時・ゴジカル!タレントアカデミー（GTA）、2013年4月6日 - 2014年3月1日）
- 池田芽留藻（ゴジカル!タレントアカデミー（GTA）、2014年4月5日 - 2017年3月4日）